# Frans Hogenbirk
Franciscus Hogenbirk (Groningen, 18 de março de 1918 - 13 de setembro de 1998) foi um futebolista neerlandês, que atuava como meia.

## Carreira
Frans Hogenbirk fez parte do elenco da Seleção Neerlandesa de Futebol que disputou a Copa do Mundo de 1938.